# رودلف هورن
رودلف هورن (بالألمانية: Rudolf Horn)‏ هو متسابق بياثل نمساوي، ولد في 8 فبراير 1954.

## وصلات خارجية
- رودلف هورن على موقع أوليمبيديا (الإنجليزية)